# Auriscalpium umbella
Auriscalpium umbella är en svampart som beskrevs av Maas Geest. 1971. Auriscalpium umbella ingår i släktet Auriscalpium och familjen Auriscalpiaceae.   Inga underarter finns listade i Catalogue of Life.